# Palais Cruz e Sousa

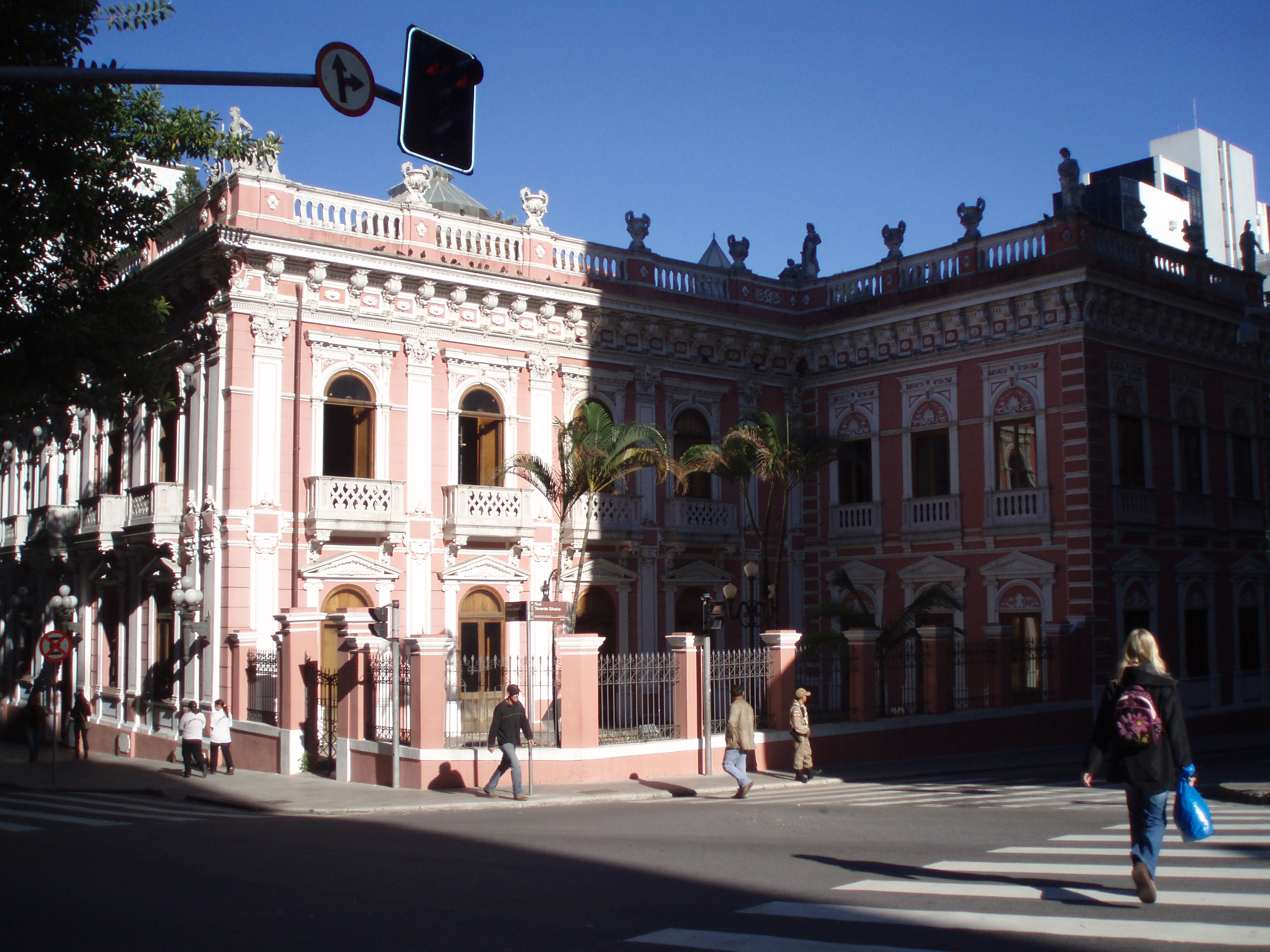
Façade du palais Cruz e Sousa

Le palais Cruz e Sousa est un bâtiment situé dans le centre historique de Florianópolis, capitale de l'État de Santa Catarina, sur la place principale de la ville, la place XV de novembro. Construit entre 1739 et 1749, le bâtiment fut longtemps le palais du gouvernement de l'État, avant de devenir de nos jours le musée historique de Santa Catarina.
Plusieurs personnages historiques y sont nés, comme l'historien Afonso d'Escragnolle Taunay, fils du vicomte de Taunay, président de la province de Santa Catarina (1876-77), ou encore le gouverneur (1947-1951) Aderbal Ramos da Silva. Le palais accueillit également les deux empereurs Pierre Ier, en 1826, et Pierre II du Brésil, en 1865, lors de leurs visites respectives dans la ville.
Le palais fut le théâtre d'un épisode tragique lors de la révolution fédéraliste, quand, en 1891, il fut pris d'assaut par des révolutionnaires qui s'opposaient à la politique de Floriano Peixoto, alors vice-président de la République en exercice.
Entre 1894 et 1898, sous le gouvernement d'Hercílio Luz, le bâtiment fut restauré, perdant certaines de ses caractéristiques coloniales originelles et se parant d'éléments décoratifs aux influences variées.
Dix statues allégoriques, œuvres de l'artiste italien Gabriel Sielva, ornent la façade du bâtiment. Parmi elles, la sainte patronne de l'État, sainte Catherine, la nymphe marine, Amphitrite, et le dieu Mercure, portant deux barriques, allusion au commerce et à l'industrie de Santa Catarina. Les carreaux du sol de l'extérieur du bâtiment furent importés et posés en 1910.
Dans le palais, ce qui frappe le visiteur est l'escalier monumental, avec ses balustrades et balcons en marbre de Carrare, travaillés en Italie. Des statues de bronze de chevaliers médiévaux et un vitrail art nouveau enrichissent la décoration du palais.
Le palais, classé au patrimoine de l'État et de la ville, fut délaissé en tant que siège du cabinet gouverneur de l'État en 1984. Il sert de musée depuis 1986. Restauré en 1977 et en 1984, il est toujours le théâtre de travaux de préservation. En 1979, il est nommé "palais Cruz e Sousa", en hommage au poète local, João da Cruz e Sousa.
Il abrite régulièrement expositions et vernissages, ainsi que le musée de l'Institut historique et géographique de Santa Catarina (pt).

## Crédit d'auteurs
- (pt) Cet article est partiellement ou en totalité issu de l’article de Wikipédia en portugais intitulé « Palácio Cruz e Sousa » (voir la liste des auteurs).